# Liste der National Historic Sites of Canada in der Stadt Québec
Diese Liste beinhaltet alle Bauwerke, Objekte und Stätten in der kanadischen Stadt Québec, die den Status einer National Historic Site of Canada (frz. lieu historique national du Canada) besitzen. Das kanadische Bundesministerium für Umwelt nahm 35 Stätten in diese Liste auf. Von diesen werden sieben von Parcs Canada verwaltet.
National Historic Sites in der übrigen Provinz Québec finden sich in der Liste der National Historic Sites of Canada in Québec.
Stand: Juni 2012

## National Historic Sites
| Historische Stätte                          | Datum                     | Kenn- zeichnung | Standort                     | Beschreibung | Foto                                        |
| ------------------------------------------- | ------------------------- | --------------- | ---------------------------- | --- | ------------------------------------------- |
| 57–63, rue Saint-Louis                      | 1705–1811 (Bauperiode)    | 1969            | 46° 48′ 39″ N, 71° 12′ 31″ W | Drei Steingebäude des 18. und 19. Jahrhunderts innerhalb der Stadtmauern der Oberstadt; bekannte Gebäudegruppe aus der Zeit der französischen Herrschaft.                                                                          | 57–63, rue Saint-Louis                      |
| Altes Zollhaus                              | 1832 (Bauende)            | 1990            | 46° 48′ 37″ N, 71° 12′ 11″ W | Das alte Zollhaus ist ein exzellentes und seltenes erhalten gebliebenes Beispiel eines Regierungsgebäudes der 1830er Jahre im neoklassizistischen Stil.                                                                            | Altes Zollhaus                              |
| Cartier-Brébeuf                             | 1535/36 (Ereignis)        | 1958            | 46° 49′ 31″ N, 71° 14′ 23″ W | Ein 7 Hektar großer Park am Rivière Saint-Charles, nahe dem früheren Standort des irokesischen Dorfes Stadacona; erinnert an Jacques Cartiers Winterquartier (1535/36) und an die erste Residenz der Jesuitenmissionare (1625/26). | Cartier-Brébeuf                             |
| Cercle de la Garnison de Québec             | 1816 (Bauende)            | 1999            | 46° 48′ 34″ N, 71° 12′ 39″ W | Als Verwaltungsgebäude der Royal Engineers erbaut; 1879 Gründung eines Offiziersclubs nach britischem Vorbild. | Cercle de la Garnison de Québec             |
| Chapelle du Bon-Pasteur                     | 1868 (Bauende)            | 1975            | 46° 48′ 26″ N, 71° 13′ 4″ W  | Fünfgeschossige Kapelle mit Satteldach, die Teil des Mutterhauses der Schwestern des Guten Hirten ist; Gestaltung des Interieurs durch Charles Baillairgé; herausragendes Beispiel religiöser Architektur in Québec.               | Chapelle du Bon-Pasteur                     |
| Château Frontenac                           | 1893 (Bauende)            | 1981            | 46° 48′ 43″ N, 71° 12′ 18″ W | Eindrucksvolles Hotel auf einem Felsen über dem Sankt-Lorenz-Strom; Namensgeber des „Châteauesque“-Neorenaissance-Stils; das erste der bedeutenden Eisenbahnhotels der Canadian Pacific Railway und Prototyp der darauf folgenden. | Château Frontenac                           |
| Fort Charlesbourg-Royal                     | 1541 (Gründung)           | 1923            | 46° 44′ 53″ N, 71° 20′ 30″ W | Standort zweier Forts, die zwei Jacques Cartier 1541 gründete und zwei Jahre später aufgegeben wurden; erste französische Kolonie in Nordamerika.                                                                                  |                                             |
| Forts und Châteaux Saint-Louis              | 1620 (erste Bautätigkeit) | 2002            | 46° 48′ 45″ N, 71° 12′ 16″ W | Archäologische Überreste von vier Forts und drei Schlössern sowohl aus der französischen als auch aus der britischen Besatzungszeit; während mehr als 200 Jahren Sitz der Kolonialregierung und Residenz der Generalgouverneure.   | Forts und Châteaux Saint-Louis              |
| Friedhof Beth Israël                        | 1840–1858 (Landkauf)      | 1992            | 46° 47′ 4″ N, 71° 15′ 35″ W  | Seit dem 19. Jahrhundert werden die meisten Mitglieder der jüdischen Gemeinschaft der Stadt Québec in diesem Friedhof begraben; exzellentes repräsentatives Beispiel der jüdischen kulturellen Tradition.                          |                                             |
| Friedhof Mount Hermon                       | 1848 (Gründung)           | 2007            | 46° 46′ 51″ N, 71° 14′ 50″ W | Erster Friedhof bei Québec in ländlicher Umgebung; zur Entlastung des alten protestantischen Friedhofs in der Innenstadt geschaffen; umfasst eine Vielzahl von Grabmälern von künstlerischem oder historischem Interesse.          | Friedhof Mount Hermon                       |
| Holy Trinity Anglican Cathedral             | 1804 (Bauende)            | 1989            | 46° 48′ 46″ N, 71° 12′ 24″ W | Einfaches Kirchengebäude im neoklassizistischen Stil; die erste eigens zu diesem Zweck erbaute anglikanische Kathedrale außerhalb der Britischen Inseln.                                                                           | Holy Trinity Anglican Cathedral             |
| Hôtel de Ville                              | 1896 (Bauende)            | 1984            | 46° 48′ 50″ N, 71° 12′ 29″ W | Ein Rathaus des spätviktorianischen Zeitalters; mit der opulenten eklektischen Fassade und dem reich dekorierten Interieur eines der herrschaftlichsten städtischen Gebäude Kanadas.                                               | Hôtel de Ville                              |
| Hôtel-Dieu de Québec                        | 1637 (Gründung)           | 1936            | 46° 48′ 55″ N, 71° 12′ 38″ W | Das erste dauerhaft gegründete Krankenhaus in Nordamerika nördlich von Mexiko. | Hôtel-Dieu de Québec                        |
| La Fabrique                                 | 1871 (Bauende)            | 2011            | 46° 48′ 45″ N, 71° 13′ 34″ W | Ehemaliges Fabrikgebäude von Dominion Corset; repräsentativ für die weiblichen Industriearbeiter in der kanadischen Textilindustrie.                                                                                               | La Fabrique                                 |
| Maison Bélanger-Girardin                    | 1735 (Bauende)            | 1982            | 46° 51′ 33″ N, 71° 11′ 31″ W | Steinhaus mit steilem Dach in Beauport, einer der ersten Seigneurien Neufrankreichs; eine der wenigen erhaltenen Häuser aus der Zeit der französischen Herrschaft, die außerhalb der damaligen Stadt errichtet wurden.             | Maison Bélanger-Girardin                    |
| Maison Henry-Stuart                         | 1849 (Bauende)            | 1999            | 46° 48′ 9″ N, 71° 13′ 26″ W  | Aus Ziegelsteinen errichtetes Landhaus mit Garten; bekanntes Beispiel des Stils der „verzierten Cottages“ in Québec; erinnert an die von britischen Siedlern bevorzugte Picturesque-Ästhetik.                                      | Maison Henry-Stuart                         |
| Maison Loyola / Gebäude der École nationale | 1823 (Bauende)            | 1989            | 46° 48′ 45″ N, 71° 12′ 45″ W | Das älteste bekannte öffentliche Gebäude Kanadas im neugotischen Stil; wurde als Waisenhaus errichtet und beherbergte eine Anzahl weiterer Institutionen.                                                                          | Maison Loyola / Gebäude der École nationale |
| Maison Maillou                              | 1737 (1. Stockwerk)       | 1958            | 46° 48′ 43″ N, 71° 12′ 23″ W | Zweigeschossiges Steinhaus; Wohnsitz mehrerer bekannter französischer und britischer Kolonialbeamter, Versammlungsort der Militärrats und Hauptquartier der lokalen Miliz.                                                         | Maison Maillou                              |
| Maison Sewell                               | 1804 (Bauende)            | 1969            | 46° 48′ 35″ N, 71° 12′ 37″ W | Zweigeschossiges Wohnhaus im palladianischen Stil; Residenz des Obersten Richters Jonathan Sewell. | Maison Sewell                               |
| Maison Têtu                                 | 1854 (Bauende)            | 1973            | 46° 48′ 36″ N, 71° 12′ 24″ W | Dreigeschossiges steinernes Wohnhaus im neoklassizistischen Stil, entworfen von Charles Baillairgé; exzellentes Beispiel urbaner Stadthäuser für wohlhabende Kaufleute Mitte des 19. Jahrhunderts.                                 | Maison Têtu                                 |
| Manège militaire Voltigeurs de Québec       | 1887 (Bauende)            | 1986            | 46° 48′ 23″ N, 71° 12′ 50″ W | Zeughaus im Neorenaissance-Stil, einmalig in Kanada in Bezug auf Design; 2008 durch einen Brand stark beschädigt. | Manège militaire Voltigeurs de Québec       |
| Martello-Türme von Québec                   | 1812 (Bauende)            | 1990            | 46° 48′ 34″ N, 71° 13′ 38″ W | Drei Martello-Türme, die einen Teil der Befestigungsanlagen bilden; sie symbolisieren die Bedeutung der Stadt für die Verteidigung von Britisch-Nordamerika im 19. Jahrhundert.                                                    | Martello-Türme von Québec                   |
| Morrin College / Ehemaliges Gefängnis       | 1814 (Bauende)            | 1981            | 46° 48′ 46″ N, 71° 12′ 38″ W | Viergeschossiges Gebäude im Stil des Palladianismus; als Gefängnis errichtet, später zu einer Schule umgebaut; das erste Gefängnis in Kanadas, das die Ideen des britischen Strafvollzugsreformers John Howard widerspiegelte.     | Morrin College / Ehemaliges Gefängnis       |
| Neues Zollhaus                              | 1860 (Bauende)            | 1972            | 46° 49′ 2″ N, 71° 12′ 5″ W   | Zollhaus im neoklassizistischen Stil mit Italianate-Verzierungen; der Bau des Gebäudes widerspiegelte Québecs außergewöhnliches Wachstum als wirtschaftliches und politisches Zentrum Mitte des 19. Jahrhunderts.                  | Neues Zollhaus                              |
| Notre-Dame de Québec                        | 1647 (erste Kathedrale)   | 1989            | 46° 49′ 2″ N, 71° 12′ 5″ W   | Erste römisch-katholische Gemeindekirche der Kolonie Neufrankreich; die heutige Kathedrale ist das Ergebnis mehrerer Umbauten und übte einen bedeutenden Einfluss auf den Kirchenbau in Kanada aus.                                | Notre-Dame de Québec                        |
| Notre-Dame-des-Victoires                    | 1688 (Bauende)            | 1988            | 46° 48′ 46″ N, 71° 12′ 10″ W | Römisch-katholisches Kirchengebäude, erbaut auf dem Standort des Hauses von Samuel de Champlain; Symbol der französischen Präsenz in Nordamerika.                                                                                  | Notre-Dame-des-Victoires                    |
| Palais de Justice                           | 1887 (Bauende)            | 1981            | 46° 48′ 44″ N, 71° 12′ 23″ W | Von Eugène-Étienne Taché entworfenes Gerichtsgebäude im Second-Empire-Stil; Symbol des Justizwesens der Provinz Québec. | Palais de Justice                           |
| Parc Montmorency                            | 1887 (Bauende)            | 1986            | 46° 48′ 49″ N, 71° 12′ 15″ W | Städtische Parkanlage, die einen Teil der Stadtbefestigung bildete; ein früheres Gebäude auf dem Gelände beherbergte das Parlament der Provinz Kanada und die Legislativversammlung von Québec.                                    | Parc Montmorency                            |
| Québec-Brücke                               | 1917 (Bauende)            | 1995            | 46° 44′ 44″ N, 71° 17′ 16″ W | Die längste Ausleger-Fachwerkbrücke der Welt und die weltweit erste Brücke, die aus Nickelstahl besteht. | Québec-Brücke                               |
| Séminaire de Québec                         | 1663 (Gründung)           | 1929            | 46° 48′ 53″ N, 71° 12′ 21″ W | Eine der ältesten Bildungsinstitutionen in Kanada. | Séminaire de Québec                         |
| Stadtmauern von Québec                      | 1608–1871 (Bauphase)      | 1948            | 46° 48′ 36″ N, 71° 12′ 42″ W | Die historischen Stadtmauern der Stadt befinden sich auf dem Plateau über dem Zusammenfluss von Sankt-Lorenz-Strom und Rivière Saint-Charles; einziges erhaltenes Beispiel einer befestigten Stadt in Nordamerika.                 | Stadtmauern von Québec                      |
| Théâtre Capitole / l’auditorium de Québec   | 1903 (Bauende)            | 1986            | 46° 48′ 46″ N, 71° 12′ 50″ W | Bemerkenswertes Theatergebäude im Beaux-Arts-Stil mit gewölbter Fassade; Erinnerung an den Überschwang der Theater der Belle Époque.                                                                                               | Théâtre Capitole / l’auditorium de Québec   |
| Ursulinenkloster                            | 1639 (Gründung)           | 1972            | 46° 48′ 44″ N, 71° 12′ 29″ W | Kloster der Ursulinen mit jahrhundertealter Tradition; größtes und beeindruckendstes Überbleibsel kanadischer Architektur des 17. Jahrhunderts.                                                                                    | Ursulinenkloster                            |
| Zitadelle von Québec                        | 1832 (Bauende)            | 1981            | 46° 48′ 28″ N, 71° 12′ 31″ W | Eine Festung bei Cap Diamant, die einen Teil der Stadtmauern von Québec bildet; die zweite Residenz des Generalgouverneurs und zeremonielle Heimat des Royal 22e Régiment.                                                         | Zitadelle von Québec                        |